# Lionel Sternberger
Lionel Sternberger (ur. 19 stycznia 1908 w Pasadenie, zm. 1964 w Glendale) – amerykański kucharz, wynalazca cheeseburgera.

## Życiorys
Lionel Sternberger od najmłodszych lat stykał się ze sztuką kulinarną, pracując w smażalni frytek swego ojca w Pasadenie w stanie Kalifornia. Już w wieku 16 lat wymyślił powszechnie znanego cheeseburgera co, okazało się jedynie początkiem jego osiągnięć. Wypracował swój własny unikatowy styl. Łączył dobrze znane potrawy w nowy często ekstrawagancki sposób. Niektóre nigdy nie zyskały sympatii konserwatywnych kucharzy. Sam cheeseburger uznany został dopiero w 1935, gdy Louis Ballast wprowadził go do oferty Humpty Dumpty Drive-in w Denver w stanie Kolorado. W swojej kuchni nadawał olbrzymie znaczenie majonezowi, który dodawał do prawie wszystkiego. Przypisuje się mu spopularyzowanie użycia majonezu do frytek.